# Wilhelm von Bausch
Wilhelm Bausch, ab 1851 von Bausch, (* 12. März 1804 in Lahr; † 8. März 1873 in Karlsruhe) war ein deutscher Verwaltungsjurist und Richter im Großherzogtum Baden. Er war Abgeordneter der Badischen Ständeversammlung.

## Familie
Wilhelm Bausch war der Sohn von Wilhelm Carl Bausch, Regierungsrat in Freiburg im Breisgau, und der Friederike Charlotte geb. Fingadoni. Er war seit Oktober 1835 verheiratet mit Emilie geb. Eisenlohr, Tochter des Johann Jacob Eisenlohr (1776–1840), Stadtpfarrer in Rastatt.

## Leben
Bausch studierte ab dem Wintersemester 1822/23 Rechtswissenschaft an der Albert-Ludwigs-Universität Freiburg und wurde im Corps Rhenania Freiburg aktiv. Als Inaktiver wechselte er an die Georg-August-Universität Göttingen. Nach Freiburg zurückgekehrt, legte er 1825 sein Examen ab und wurde am 24. Dezember 1825 Rechtspraktikant.
Am 22. Januar 1829 trat er eine Stelle als Sekretariatspraktikant beim Hofgericht des Mittelrheinkreises in Rastatt an, drei Jahre später, am 29. November 1832 wurde er Hofgerichtsassessor beim Hofgericht in Rastatt.
Ab dem 9. November 1835 wirkte er als Amtmann beim Bezirksamt Offenburg, wechselte jedoch schon am 23. Dezember als Amtmann und Amtsvorstand zum Bezirksamt Hornberg und wurde dort am 25. November 1841 zum Oberamtmann befördert.
Ein halbes Jahr später, ab dem 3. März 1842 wechselte er als Oberamtmann und Amtsvorstand in das Bezirksamt Müllheim, wo er erneut nur ein Jahr verblieb, bis zu seinem Wechsel am 23. März 1843 als Oberamtmann und Amtsvorstand ins Bezirksamt Lahr.
Weitere berufliche Stationen waren ab dem 5. Dezember 1844 der Posten als Oberamtmann und Amtsvorstand beim Landamt Karlsruhe, wo er 1849 zusätzlich die Aufgaben eines Zivilkommissärs übernahm. Vom 22. Juli 1864 ab wirkte er als Verwaltungsgerichtsrat beim Verwaltungsgericht Karlsruhe, wo er am 27. Februar 1869 in den Ruhestand versetzt wurde.

## Politische Betätigung
Wilhelm Bausch war Abgeordneter der Badischen Ständeversammlung während der 14. bis 21. Wahlperiode (1850/51, 1851/52, 1854, 1855/56, 1857/58, 1859/60, 1861/63 und 1863/65) für den Wahlbezirk 19 (Amt Lahr ohne die Stadt Lahr).

## Auszeichnungen
Im Jahr 1842 wurde Bausch Ehrenbürger der Gemeinden Schiltach, St. Georgen im Schwarzwald, Lehengericht, Langenschiltach, Brigach. 1849 erhielt er als Zivilkommissär die Gedächtnismedaille für die Bekämpfung der Revolution von 1848/49. 1851 wurde er mit dem Ritterkreuz des Württembergischen Kronen-Ordens ausgezeichnet, welches mit dem persönlichen Adelstitel verbunden war. Ebenfalls 1851 erhielt er das Ritterkreuz des Zähringer Löwen-Ordens.